# Fabinyi Ferenc
Fabinyi Ferenc (Pest, 1854. július 22. – Budapest, 1916. július 16.) bíró, jogi író. Sziklai Emília énekesnő férje.

## Életútja
Jogi tanulmányait Magyarországon és külföldön végezte. Előbb ügyvédként tevékenykedett, majd 1877-től a kincstári jogügyi igazgatóságnál szolgálat. Ezt követően a bírói pályára lépett, s 1883-ban ítélőtáblai bíró lett Marosvásárhelyen. 1891-ben a budapesti ítélőtáblához helyezték át, 1894-ben kúriai bíró volt. 1901 és 1906 között a szegedi ítélőtábla elnöki tisztét töltötte be, később a Pesti Hazai Első Takarékpénztár Egyesület ügyvezető igazgatója lett. Több döntvénygyűjteményt is szerkesztett.

## Műve
- A magyar kir. Curia felülvizsgálati tanácsa által a sommás eljárásról szóló törvény alapján hozott határozatoknak gyűjteménye (I–V. Budapest, 1897–1901).